# Гапій Дмитро Гаврилович
Дмитро́ Гаври́лович Гапій (нар. 25 жовтня 1905, місто Одеса — ?) — український радянський політичний діяч. Перший секретар Чернівецького (1948—1952) та Дрогобицького (1952—1956) обкомів Компартії України. Член ЦК КП(б)У у 1949—1960 роках. Верховної Ради УРСР 2-го скликання. Депутат Верховної Ради СРСР 3-го та 4-го скликань.

## Життєпис
Народився в багатодітній родині робітника Гаврила Гапія, який запалював вуличні ліхтарі. Родина проживала на Пересипі (околиці Одеси).
З восьмирічного віку Дмитро Гапій працював вуличним продавцем газети «Одесская почта», потім кур'єром у готелі, чорноробом на соляних промислах, вантажником на нафтових складах Одеси. У 1925 році вступив до комсомолу, брав активну участь в роботі комсомольської організації міста Одеси.
Член ВКП(б) з 1928 року.
З 1931 по 1936 рік навчався в Одеському індустріальному інституті і одночасно працював директором одеських курсів підготовки кадрів харчовиків, керував школою ФЗН харчовиків, а з 1934 року працював директором технікуму харчової промисловості.
Після закінчення навчання в індустріальному інституті (де здобув спеціальність інженера-теплотехніка), у 1936 році був призначений директором Одеського інституту консервної промисловості.
З 26 квітня 1941 року — секретар Одеського обласного комітету КП(б)У з питань харчової промисловості. Брав активну участь в обороні Одеси 1941 року. Пізніше працював інструктором ЦК ВКП(б), перебував на партійній роботі в Казахській РСР, де з 1943 року був Уповноваженим ЦК ВКП(б) із відрядження українських працівників з Казахської РСР.
У липні 1944 — листопаді 1946 року — 3-й секретар Ровенського обласного комітету КП(б)У, курував питання промисловості.
У листопаді 1946 — січні 1948 року — 2-й секретар Ровенського обласного комітету КП(б)У.
Від січня 1948 року по вересень 1952 року — 1-й секретар Чернівецького обласного комітету КП(б)У. 1949 року видав брошуру «Соціалістичні перетворення на Буковині».
9 вересня 1952 — червень 1956 року — 1-й секретар Дрогобицького обласного комітету Компартії України. У червні 1956 року обрано, а 18 липня 1956 року затверджено ЦК КПРС першим секретарем Дрогобицького обкому КПУ Володимира Дружиніна. Гапія ж звільнено з посади як такого, що «не впорався з роботою» .
З 1956 по червень 1957 року — інспектор ЦК КПУ.
З червня 1957 до грудня 1962 року працював заступником голови Ради народного господарства Одеського адміністративного економічного району. З січня 1963 до жовтня 1965 року — заступник голови Ради народного господарства Чорноморського економічного району в місті Одесі.
На 1972—1975 роки — директор Українського науково-дослідного інституту консервної промисловості в Одесі.
Потім — на пенсії в Одесі.

## Нагороди
- три ордени Трудового Червоного Прапора (23.01.1948, 1960) (1960 року, коли Гапій працював заступником голови Одеського раднаргоспу, його було нагороджено «за успішне виконання державного завдання з розвитку китобійного промислу в Антарктиці, проектування, будівництво та ремонт суден китобійних флотилій і досягнення високих виробничих показників» [3].)
- орден Вітчизняної війни І ст. (6.04.1985)
- медаль «За оборону Одеси»
- медаль «За перемогу над Німеччиною у Великій Вітчизняній війні 1941—1945 рр.» (1945)
- медаль «За доблесну працю у Великій Вітчизняній війні 1941—1945 рр.» (1945)
- Почесна грамота Президії Верховної Ради Української РСР (13.11.1975)

## Публікації Гапія
- Гапій Д. Соціалістичні перетворення на Буковині. — Чернівці: Радянська Буковина, 1949. — 56 с.
- Гапій Д. Соціалістичні перетворення на Буковині // Більшовик України. — 1949. — № 9.
- Гапий Д. Расцветает Советская Буковина // Правда Украины. — 1950. — 28 июня.